# Medane
Die Medane war ein Volumenmaß für Flüssigkeiten in Abessinien. Bei der Ware Butter wurde das Maß als Gewichtsmaß verwendet. Eine Medane entsprach dann 7,465 Kilogramm.
- 1 Medane = 8 Kuba/Koba/Goba[1] = 8,1272 Liter
- Butter 1 Medane = 24 Rottel = 7,465 Kilogramm